# Virtua Racing
Virtua Racing (Japans: バーチャ レーシング) is een computerspel dat werd ontwikkeld en uitgegeven door Sega. Het spel kwam in oktober 1992 uit als arcadespel. Later werd het ook geschikt gemaakt voor de Sega Mega Drive. Het spel is een racespel waarbij de speler de keuze heeft om het spel in de eerste persoon of in de derde persoon te spelen.

## Platforms
| Jaar | Platform                  |
| ---- | ------------------------- |
| 1992 | Arcade                    |
| 1994 | Sega Mega Drive, Sega 32X |
| 1995 | Sega Saturn               |
| 2004 | PlayStation 2             |
| 2019 | Nintendo Switch (eShop)   |

## Ontvangst
| Beoordeeld door                      | Platform        | Datum         | Score |
| ------------------------------------ | --------------- | ------------- | ----- |
| The Video Game Critic                | Sega Mega Drive | 24 april 2004 | 100%  |
| GamePro (USA)                        | Sega Mega Drive | juni 1994     | 100%  |
| Player One                           | Sega Mega Drive | mei 1994      | 99%   |
| Joypad                               | Sega Mega Drive | april 1994    | 96%   |
| Power Unlimited                      | Sega Mega Drive | mei 1994      | 91%   |
| Mega Fun                             | Sega Mega Drive | maart 1994    | 88%   |
| Mega Play Magazine                   | Sega Mega Drive | juli 1994     | 86%   |
| High Score                           | Sega Mega Drive | augustus 1994 | 80%   |
| Video Games & Computer Entertainment | Sega Mega Drive | augustus 1994 | 80%   |
| Sega-16.com                          | Sega Mega Drive | 22 maart 2007 | 70%   |

## Trivia
- Het spel is opgenomen in het boek 1001 Video Games You Must Play Before You Die van Tony Mott.
- De versie voor de Sega Mega Drive bevatte een speciale co-processor om de 3D-beelden mogelijk te maken. De Mega Drive was zonder deze chip niet krachtig genoeg om het spel weer te kunnen geven.
- De versie voor de Nintendo Switch is gebaseerd op de broncode van de arcadeversie, maar draait op een hogere resolutie en met meer beelden per seconde dan het origineel.